# Zdzisław Sosnowski

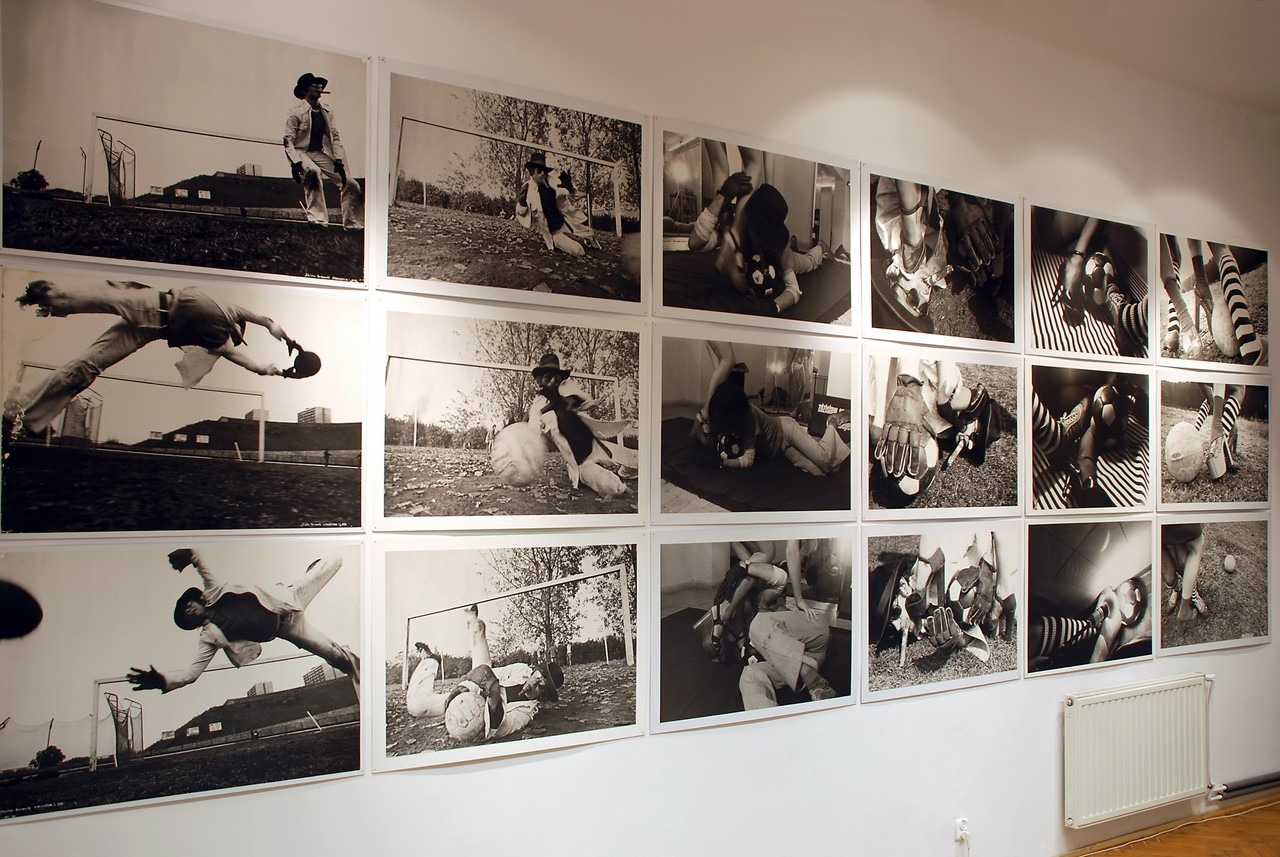
Zdzisław Sosnowski: Brankář, 1975-1977

Zdzisław Sosnowski (* 18. listopadu 1947, také známý jako Ghislave Sosnowski) je polský umělec, a teoretik. Experimentuje v oblasti filmu a fotografie, performance a audio umění. Spojuje v sobě tvůrčí činnosti umělecké komunity animátora a teoretika. V 70. letech dvacátého století byl jedním z nejaktivnějších členů nového avantgardního hnutí, jejichž činnost se nacházela na hranici postkonceptuálního umění. Vystudoval Akademii výtvarných umění ve Vratislavi. Od roku 1982 žije a pracuje v Paříži.

## Práce
Jeho díla z první poloviny 70. let jsou výsledkem směsí média fotografie a filmu, které ukazují umělcův zájem o sémiotiku obrazu. Jejich rysem je existenciální jedinečnost.
Mezi jeho významná díla patří série fotografií Ziemniaki (1972), Okulary (1971), Uśmiechy (1972), Mała/wielka zmiana (1971) nebo filmy Proste czynności (1971/1972), Jedzenie (1973) a Czyszczenie ryb (1970).
Jako jeden z prvních umělců využíval jazyk popkultury a vytvořil mýtus ve sdělovacím prostředku. Nejznámějším příkladem je série fotografií z roku 1974 Brankář a film se stejným názvem. Jedná se o jedno z nejvýznamnějších děl postkonceptuálního umění.

## Galerie

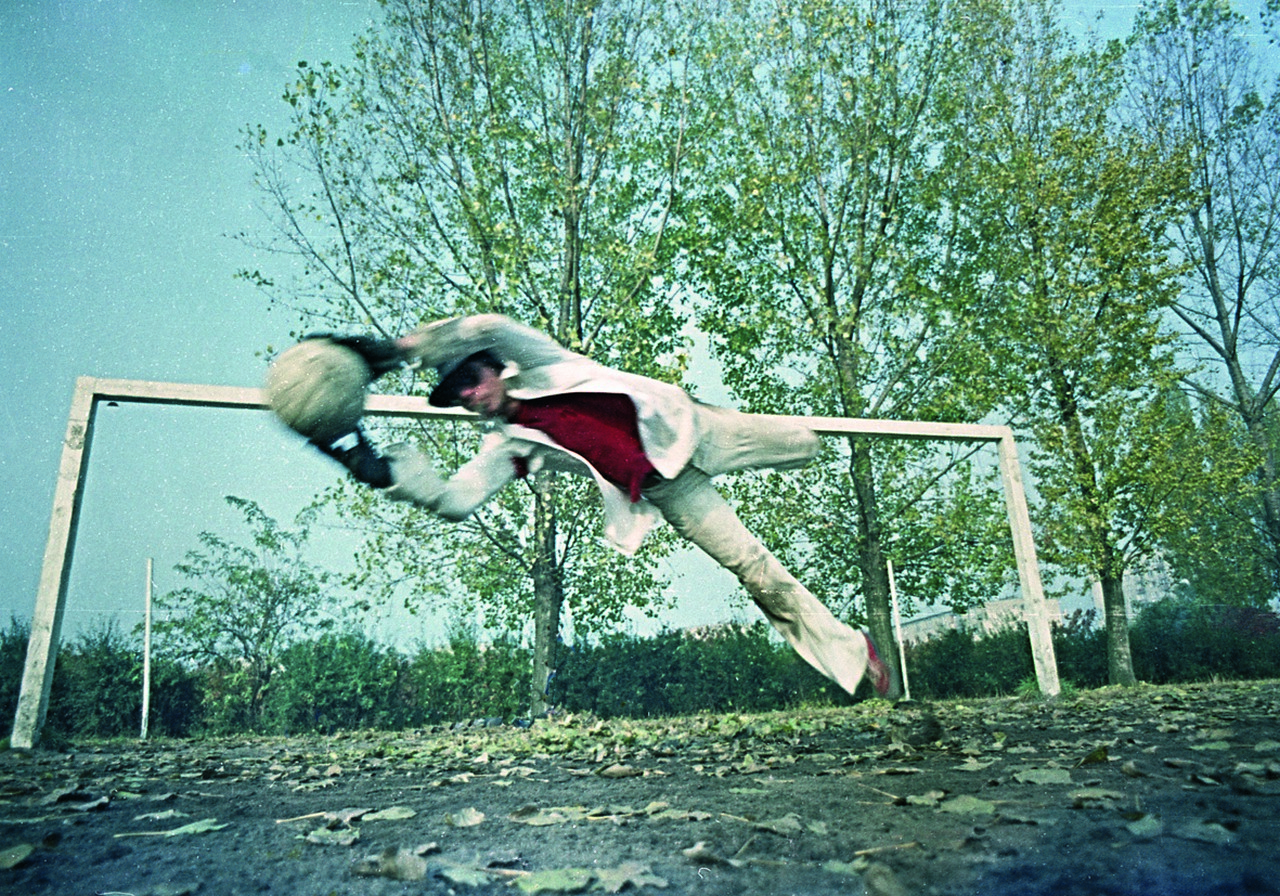
Zdzisław Sosnowski: Brankář, 1975-1977
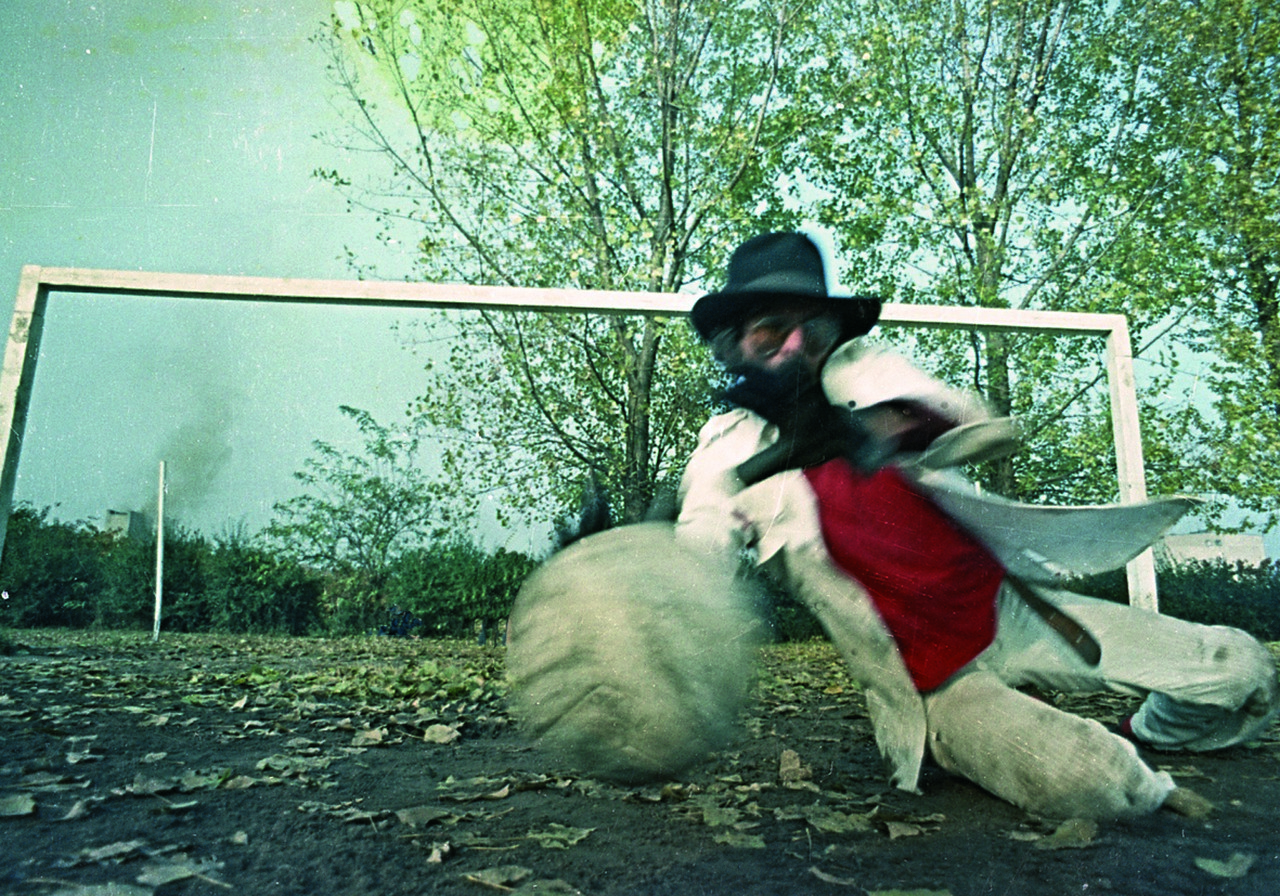
Zdzisław Sosnowski: Brankář, 1975-1977
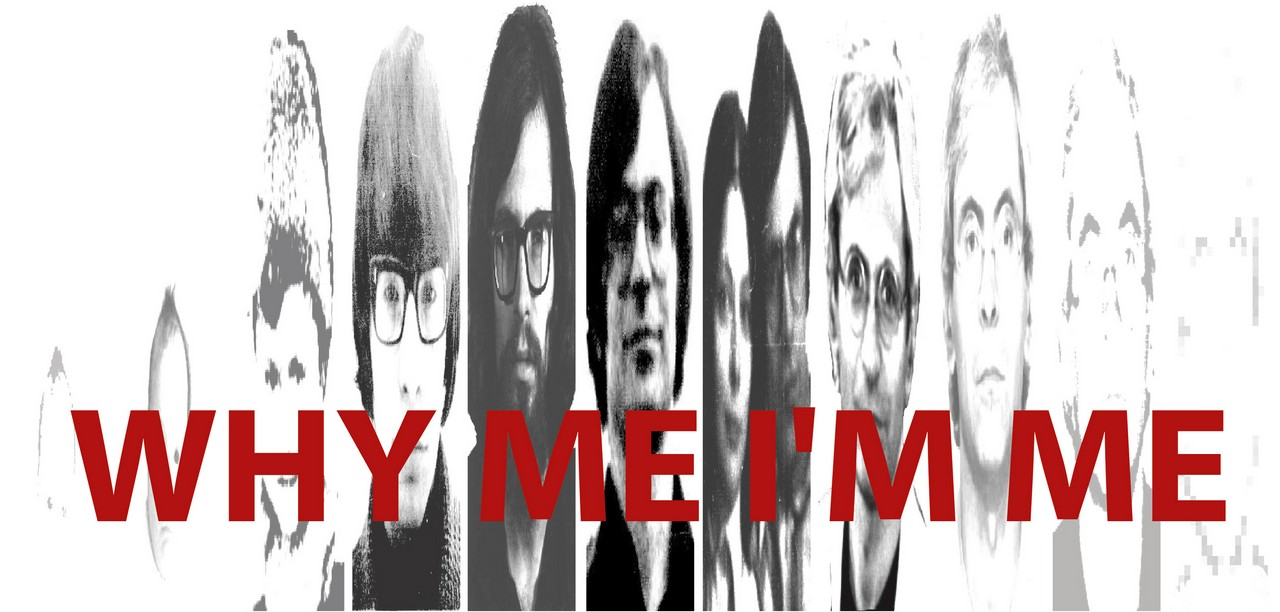
Zdzisław Sosnowski: My Time, 2000
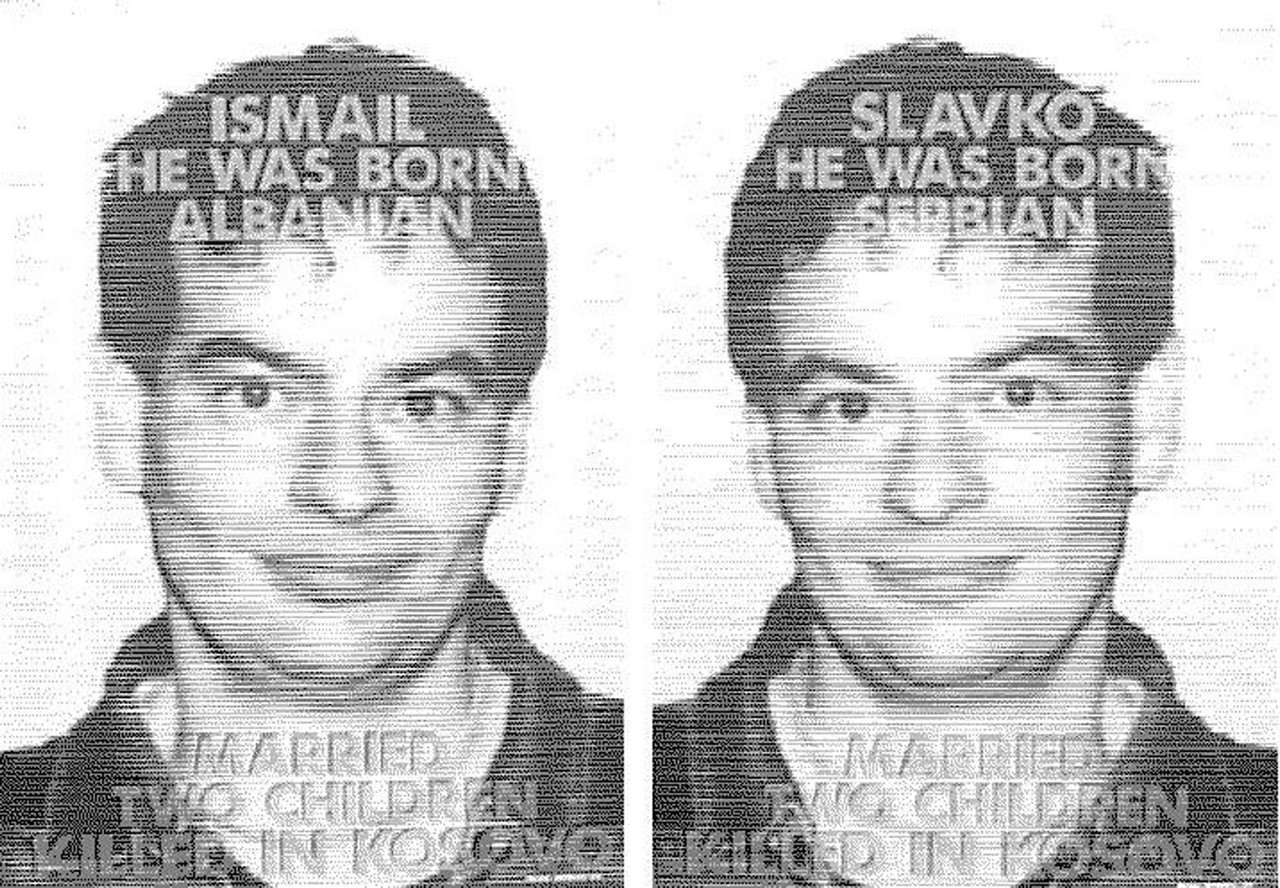
Zdzisław Sosnowski: Ismail Slavko, 1999

Fotografie publikovány se svolením Galerie Foto-Medium-Art.